# De Mahieu
De Mahieu is een Belgisch adellijk huis.

## Geschiedenis
- Op 6 juni 1690 verleende koning Karel II van Spanje aan Marie Mahieu, weduwe van Jean Mahieu, de erfelijke adelstand voor haar en haar afstammelingen.[1]
- In 1715 verleende keizer Karel VI de titel ridder van het Heilige Roomse Rijk aan Antoine de Mahieu, langs het irreguliere kanaal van de Rijkskanselarij.
- In 1740 werd de titel bevestigd op naam van de overleden Antoine de Mahieu, zijn zoon Michel en zijn kleinzoon Ferdinand de Mahieu, langs het reguliere kanaal van de kanselarij van de Zuidelijke Nederlanden.

## Genealogie
- Jacques de Mahieu (1786-1859), x Catherine Routet (1793-1863)
  - César de Mahieu (1818-1891), x Clotilde Rayé (1832-1918)
    - Jules de Mahieu (zie hierna)
    - Alexandre de Mahieu (zie hierna)

  - Louis de Mahieu (zie hierna)

## Jules de Mahieu
- Jules Hippolyte Joseph de Mahieu (Antwerpen, 11 maart 1872 - 12 oktober 1936) was advocaat. Hij begon als leerling in Le petit Collège Saint Stanislas van De Dames van het Christelijk Onderwijs in 1877. Hij trouwde in Antwerpen in 1895 met Marthe Belpaire (1871-1945) en ze kregen acht kinderen. In 1901 werd hij erkend in de Belgische erfelijke adel en in 1921 kreeg hij de titel ridder, overdraagbaar bij mannelijke eerstgeboorte. 
  - Alfred de Mahieu (1896-1970) trouwde in 1925 in Olsene met Gabrielle Piers de Raveschoot (1901-1973). Het echtpaar kreeg zeven kinderen, met talrijke afstammelingen tot heden.
  - Jean de Mahieu (1902-1971) trouwde in Ukkel in 1929 met Marie de Thibault de Boesinghe (1907- ). Het echtpaar kreeg zes kinderen, met vooruitzicht van uitdoven in de mannelijke lijn.
  - Joseph de Mahieu (1904-1988) trouwde in 1928 in Olsene met Anne Stas de Richelle (1903-1989). Het echtpaar had zeven kinderen, met talrijke afstammelingen tot op heden.

## Alexandre de Mahieu
Alexandre Charles Ferdinand de Mahieu (Antwerpen, 25 september 1873 - Sint-Gillis, 24 februari 1935) was priester, geheim kamerheer met Kap en Degen van de paus, pastoor van de Sint-Alenaparochie in Sint-Gillis. In 1902 werd hij erkend in de Belgische erfelijke adel.

## Louis de Mahieu
Louis Florent Alexandre de Mahieu (Antwerpen, 15 oktober 1838 - 25 september 1905) werd in 1903 erkend in de Belgische erfelijke adel. Hij trouwde in Antwerpen in 1881 met Jeanne van de Sande (1849-1940). Deze familietak is uitgedoofd.

## Noot
1. ↑  A. Anselmo, Placcaerten, ordonnantien, landt-chartres, blyde-incomsten, privilegien ende instructien by de Princen van dese Nederlanden, aen de ingesetenen van Brabant, VII, Brussel, [1738], p. 7. Gearchiveerd op 21 juni 2023.